# Törpekuhi
A törpekuhi (Gampsonyx swainsonii) a madarak osztályának vágómadár-alakúak (Accipitriformes) rendjébe, ezen belül a vágómadárfélék (Accipitridae) családjába tartozó Gampsonyx nem egyetlen faja.

## Előfordulása
Argentína, Bolívia, Brazília, Kolumbia, Ecuador, Francia Guyana, Guyana, Nicaragua, Panama, Paraguay, Peru, Suriname, Trinidad és Tobago, valamint Venezuela területén honos. Bozótos legelők, nyílt trópusi erdők lakója.

## Alfajai
- Gampsonyx swainsonii leonae Chubb, 1918
- Gampsonyx swainsonii magnus Chubb, 1918
- Gampsonyx swainsonii swainsonii Vigors, 1825

## Megjelenése
Testhossza 20–23 centiméter, testtömege 80-95 gramm. Az egyik legkisebb ragadozómadár.

## Életmódja
Kisebb gyíkokkal, madarakkal és rovarokkal táplálkozik.